# Caveirac
Caveirac település Franciaországban, Gard megyében. Lakosainak száma 4328 fő (2022. január 1.). Caveirac Clarensac, Langlade, Milhaud és Nîmes községekkel határos.

## Népesség
A település népességének változása:
| Lakosok száma | 704  | 1877 | 2679 | 3663 | 3912 | 3942 | 4181 | 4308 | 4372 | 4328 |
|               | 1968 | 1982 | 1990 | 2006 | 2013 | 2015 | 2017 | 2019 | 2020 | 2022 |